# Ioan Szabó

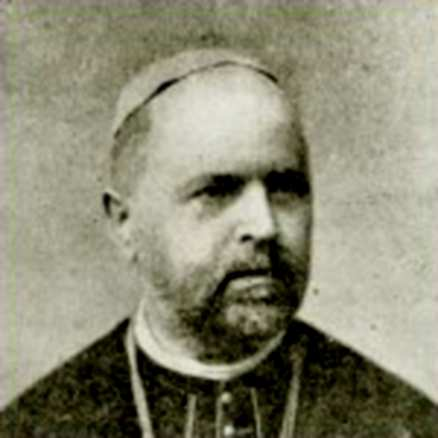
Ioan Szabó Bischof von Gherla, Armenopoli, Szamos-Ujvár

Ioan Szabó, auch Ioan Sabo (* 16. August 1836 in Istrău, Komitat Sathmar, Ungarn; † 1. Mai 1911 in Gherla) war ein rumänisch-griechisch-katholischer Bischof von Gherla, Armenopoli, Szamos-Ujvár (deutsch: Neuschloss/Armenierstadt; ungarisch: Szamosújvár).

## Leben
Ioan Szabó, der Sohn des Priesters Dimitru Sabo und der adeligen Mutter, besuchte die Grundschule und das Gymnasium in Oradea (Großwardein). 1853 studierte er Theologie am Päpstlichen Griechischen Kolleg vom Hl. Athanasius in Rom und promovierte am 26. Juli 1859 zum Doktor der Theologie an der Päpstlichen Universität Urbaniana in Rom. Am 4. November 1859 wurde er in der St. Nikolaus-Kathedrale von Oradea (Großwardein) von Bischof Vasile Erdely zum Priester des Zölibats geweiht. Er wurde Vize-Rektor und Professor am Priesterseminar des Bistums Großwardein. Am 15. Mai 1867 wurde er in das Domkapitel aufgenommen. Ioan Sabo beherrschte mehrere Sprachen, neben Latein und Griechisch, Rumänisch und Ungarisch sprach er auch Italienisch, Französisch und Deutsch. Für Bischof Iosif Papp-Szilágyi war er ein wichtiger Mitarbeiter bei Verhandlungen am Kaiserhof in Wien und am Heiligen Stuhl in Rom. Er war Mitglied der Delegation der rumänisch-griechisch-katholischen Bischöfen beim Ersten Vatikanischen Konzil 1869/70. Den erkrankten Bischof Iosif vertrat er 1872 bei der Provinzialsynode in Blaj. Als Bischof Ioan Vancea zum Erzbischof von Făgăraș und Alba Iulia ernannt wurde, schlug Bischof Iosif Ioan Sabo zum Nachfolger vor. Der Kaiser lehnte ab und gab Mihail Pavel den Vorzug. Erst nach dessen Ernennung zum Bischof von Oradea (Großwardein) 1879 wurde Ioan Sabo am 18. Februar 1879 zum Bischof von
Gherla, Armenopoli, Szamos-Ujvár ernannt.
Am 15. Mai 1879 bestätigte Papst Leo XIII. die Ernennung. Konsekriert wurde er am 15. Mai 1879 durch Mihail Pavel, den Bischof von Oradea (Großwardein). Am 18. August 1879 wurde er in der Kathedrale von Gherla in sein Bistum installiert.
Bischof Ioan Sabo nahm 1886 unter der Leitung des Erzbischofs Vancea am Ad-limina-Besuch beim Heiligen Vater in Rom teil. Sein besonderes Interesse galt der Katechese nicht nur im ländlichen Raum, sondern an allen öffentlichen Schulen.
1886 erkrankte er schwer und war die letzten fünf Jahre seines Lebens ans Bett gefesselt. Er musste vom Bett zu seinem Schreibtisch getragen werden. Er versuchte aber seine Pflichten als Bischof zu erfüllen.
Am 1. Mai 1911 verstarb er und wurde in der Krypta der Kathedrale von Gherla beigesetzt.